# Masoniella darwini
Masoniella darwini är en tvåvingeart som beskrevs av Lorenzo Munari 2010. Masoniella darwini ingår i släktet Masoniella och familjen Canacidae. Inga underarter finns listade i Catalogue of Life.